# Nocturne for altfløyte og piano
Nocturne for altfløyte og piano (Noors voor Nocturne voor altfluit en piano) is een compositie van Johan Kvandal. Kvandal schreef ook een variant met als soloinstrument klarinet.
Van het werk bestaat een opname verzorgd door Marit Bockeliee (fluit) en Anne Eline Riisnæs (piano), doch die is alleen in het bezit van de Noorse muziekcentrale. Zij zijn waarschijnlijk ook de twee musici die de première speelden, Rissnæes was toen net als pianist doorgebroken. Het werk was voor het eerst te zien/horen op 16 november 1980. Het werd toen in Harstad opgenomen voor een televisie-uitzending.